# فرودگاه بین‌المللی پرزیدانت پرون
 فرودگاه بین‌المللی پرزیدانت پرون (به انگلیسی: Presidente Perón International Airport) (به زبان بومی: Aeropuerto Internacional de Neuquén - Presidente Perón) یک فرودگاه همگانی و نظامی با کد یاتا NQN است که یک باند فرود آسفالت دارد و طول باند آن ۲۵۷۰ متر است. این فرودگاه در شهر نئوکن کشور آرژانتین قرار دارد و در ارتفاع ۲۹۳ متری از سطح دریا واقع شده است.

## شرکت‌های هواپیمایی و مقصدهای پروازی
| شرکت‌های هواپیمایی                                   | مقصدهای پروازی                                                                                           |
| --------------------------------------------------- | --- |
| ارولینیاس آرژانتیناس                                | محله هوایی یورگ نوبری                                                                                    |
| ارولینیاس آرژانتیناس اجرا توسط اوسترال لینئاس آئراس | محله هوایی یورگ نوبری, ژنرال انریکو ماسکونی، اینگنیرو ارناوتیکو امبرسیو تاراولا، گاورنر فرنسیسکو گابریلی |
| ال‌ای‌دی‌ئی                                            | محله هوایی یورگ نوبری, ژنرال انریکو ماسکونی، آستور پیاتزولا، تنینته لوییس کندلاریا                       |
| لان آرژانتین                                        | محله هوایی یورگ نوبری، کومودورو ارتورو مرینو بنیتز (آغاز از ۴ اکتبر ۲۰۱۷)                                |

### Charter airlines
| شرکت‌های هواپیمایی | مقصدهای پروازی                             |
| ----------------- | ------------------------------------------ |
| American Jet      | Rincón de los Sauces, اویادور کارلوس کمپوس |